# Númenor
(J. R. R. Tolkien, Il Signore degli Anelli, Appendice A, Annali dei re e dei governatori, "I Re Numenoreani")
Númenor è un continente di Arda, l'universo immaginario fantasy creato dallo scrittore inglese J. R. R. Tolkien. La sua storia si ritiene una rielaborazione del mito greco di Atlantide.

## I nomi di Númenor
Númenor è un adattamento nella lingua parlata dai suoi abitanti, gli Uomini dell'Ovest o Dúnedain, dell'alto elfico (quenya) Númenórë, che significa "Terra Occidentale". Essa veniva indicata con molti nomi, tra cui quelli che seguono.
Anadûnê, "Ovesturia" (Westernesse in inglese) sono i nomi rispettivamente in lingua númenoreana e in linguaggio corrente della Terra di Mezzo (ovestron); in valarin è chiamata Andor, "Il Dono"; l'equivalente in adûnaico è Yôzâyan (la "Terra del Dono"). Altri nomi sono Elenna (in Quenya "Verso la Stella", contrazione di Elenna-norë, "Terra verso la Stella"). Dopo la sua fine, venne chiamata Akallabêth in adûnaico ("la [terra] caduta", termine che indica anche il racconto della fine di Númenor), traduzione del quenya Atalantë, o Mar-nu-Falmar (la dimora sotto le onde, in Sindarin). L'equivalente in sindarin del nome Númenor è Dûndor, peraltro mai usato. Altri soprannomi sono il Reame in mezzo al Mare, la Grande Isola, l'Isola dei Re, il Regno dell'Ovest, l'Isola dell'Ovest.

## Storia

### Le origini
L'isola di Númenor fu creata dai Valar all'inizio della Seconda Era di Arda, facendola sorgere dal Mare a metà strada tra Valinor e la Terra di Mezzo. Questa nuova terra fu offerta come ricompensa agli Edain che avevano combattuto contro Morgoth nella Prima Era. Essi vi giunsero navigando in direzione della stella di Eärendil.
In The War of the Jewels si racconta che ben pochi Edain erano sopravvissuti alle guerre contro Morgoth, e coloro che fecero vela per Númenor furono molto probabilmente meno di 10.000 persone; la migrazione pare essere durata oltre 40 anni e avvenuta grazie all'aiuto delle navi degli Eldar, con la benedizione di Manwë e l'aiuto di Ulmo. Dopo la migrazione, gli Edain presero il nome di Dúnedain (Edain dell'Ovest) o appunto Númenóreani.
Nonostante l'esiguo numero di Edain sopravvissuti alla Guerra dei Gioielli, nei secoli e millenni successivi, grazie alla lunghissima pace e alle loro arti essi si moltiplicarono e prosperarono, fino a divenire un popolo numerosissimo e vigoroso, in crescita costante, tanto che molti di essi (a partire dal regno di Tar-Elendil) a causa della sovrappopolazione dell'isola si stabilirono nella Terra di Mezzo (e probabilmente anche nei misteriosi continenti a sud di essa), fondando in quelle terre prospere colonie e governatorati. Ad essi i Valar concessero una durata della vita cinque volte superiore a quella degli altri Uomini; la terra benedetta su cui vivevano, inoltre, li rese più alti e forti degli Uomini della Terra di Mezzo.
Il primo re di Númenor fu Elros (conosciuto anche col nome reale di Tar-Minyatur), figlio di Eärendil ed Elwing, entrambi Mezzelfi. Egli, messo davanti a una scelta dai Valar, scelse di appartenere al popolo degli Uomini, ma visse comunque per 500 anni, il più longevo tra i Mortali.

### Storia di Númenor
La storia di Númenor è estremamente lunga e complessa. Essa è principalmente riassunta nell'Akallabêth (presente ne Il Silmarillion), nelle appendici de Il Signore degli Anelli e nei Racconti incompiuti. Tuttavia, essa può essere riassunta come un lungo periodo iniziale di pace seguito da un aumento di potere e di superbia e, soprattutto, da un aumento della paura della morte, che culminò nell'empio tentativo di Ar-Pharazôn il Dorato di impadronirsi dell'immortalità con la forza, invadendo Valinor. Fino all'epoca del re Tar-Atanamir il Grande, il primo a criticare l'operato dei Valar, benché l'ombra cominciasse a cadere su di loro, il potere dei Dúnedain crebbe sempre più: Númenor divenne il reame più potente di Arda, dopo Valinor. Fu uno stato basato sulla navigazione, tanto che a partire dal regno di Tar-Elendil, le flotte númenóreane esplorarono sistematicamente tutti i mari di Arda, raggiungendo persino i continenti di Hyarmenor e Romenor, e fondando innumerevoli colonie.
Alleatisi con gli Eldar di Gil-galad, che spesso aiutavano nella lotta contro Mordor, inflissero a Sauron severe sconfitte, conquistando il dominio assoluto sul mare, anche grazie alla protezione di Ossë, il Maia vassallo di Ulmo, il Vala degli oceani. L'Oscuro Signore li odiava profondamente, e non potendo sconfiggerli cercava di ingannarli: attrasse a sé molti di quelli che verranno poi chiamati Númenóreani Neri. 
Il primo re ad opporsi apertamente al bando dei Valar (il divieto di andare a Valinor) fu colui che assunse il nome di Ar-Adûnakhôr, un nome adûnaico e non quenya in aperto dissenso contro gli Eldar (scoraggiando l'uso delle lingue elfiche); il suo nome "Signore dell'ovest" era inoltre una chiara sfida ai Valar (era infatti uno dei titoli di Manwë, il capo dei Valar, l'antico re di Arda).
Da allora, più o meno apertamente, i Númenóreani, volendo la vita eterna, desiderarono il dominio assoluto sul mondo, compresa Aman. Da questo momento, Valinor ed Eressea non furono più visibili, avvolte in spesse nubi, e gli Elfi che vivevano là non vennero più in visita a Númenor, come avevano sempre fatto. Successivamente, i re arrivarono a perseguitare gli amici degli Elfi, e a proibire l'uso del Quenya e del Sindarin.
Per comprendere la Caduta di Númenor bisogna anzitutto capire l'idea della morte nell'opera di J. R. R. Tolkien. I Valar erano esseri spirituali e perciò immortali (apparvero solo poche volte in forma fisica). Gli Eldar erano esseri fisici, ma erano anch'essi immortali (comunque non erano indistruttibili, quindi potevano morire di ferita). Gli Edain, che erano esseri umani, erano ovviamente mortali, cioè erano in possesso del dono della morte, che permetteva loro di non essere eternamente legati alla Terra di Mezzo. Quando l'orgoglio dei Dúnedain crebbe, essi iniziarono ad invidiare la lunga vita degli Eldar; questa invidia divenne col passar del tempo odio per tutto ciò che era elfico (compresa la lingua: come già detto, a partire da Ar-Adûnakhôr, i re presero il nome in lingua númenóreana e non più in quenya), ed ebbe come risultato la persecuzione di quei númenóreani che mantenevano i contatti con gli eldar ("i Fedeli"). L'orgoglio e la paura si unirono per provocare la fine di Númenor.
All'inizio del regno dell'usurpatore Ar-Pharazôn (nipote del re Tar-Palantír), Sauron (o Zigûr, come veniva chiamato in adûnaico), raccolse molti eserciti di Orchi e Uomini nemici di Numenor, e si arrogò il titolo di "Re degli Uomini della Terra di mezzo", ponendosi come scopo quello di scacciare da essa i Númenóreani e, se possibile, persino di distruggere la stessa Númenor. Il superbo Ar-Pharazôn rispose alla sfida conducendo un'enorme flotta nella Terra di Mezzo e pretese che Sauron venisse a giurargli fedeltà. Sauron si arrese (i suoi alleati lo abbandonarono per paura), rendendosi conto che il potere di Númenor era molto maggiore di quel che credeva. Ar-Pharazôn condusse quindi Sauron a Númenor da prigioniero; tuttavia, una volta arrivato, Sauron da prigioniero riuscì a divenire in breve tempo il principale consigliere del re e gran sacerdote — spingendo i Númenóreani all'adorazione di Melkor (Morgoth). I Dúnedain fedeli al re (la maggioranza) arrivarono addirittura a costruirgli un tempio, che divenne la residenza di Sauron, e a compiere sacrifici umani per essere liberati dalla morte.
Quando Ar-Pharazôn era ormai vecchio e vedeva la morte avvicinarsi, Sauron ingannò il re e lo convinse che avrebbe potuto conquistare l'immortalità con la forza invadendo Valinor. Ma, nel momento in cui Ar-Pharazôn sbarcò a Valinor, i Valar invocarono l'aiuto di Eru Ilúvatar: questi rispose cambiando la forma del mondo, e distruggendo Númenor e le sue navi; Ar-Pharazôn e i suoi uomini, che erano effettivamente sbarcati a Valinor, furono sepolti da un terremoto; inoltre Ilúvatar sottrasse Valinor ai confini del mondo e la trasferì in un'altra dimensione, così che in seguito essa potesse essere raggiunta dalle navi degli Eldar, ma non da quelle degli Uomini.

#### I regni numenoreani in esilio: Arnor e Gondor
Elendil, cugino del re ed esponente dei Fedeli, la minoranza vicina agli Eldar e ai Valar, sfuggì alla Caduta con nove navi partite da Rómenna: con lui vi erano i due figli Isildur e Anárion e molti dei loro seguaci. Portarono un seme dell'Albero Bianco e i tesori della loro casa, i signori di Andúnië: i palantíri, l'anello di Barahir, lo Scettro di Annúminas, l'Elendilmir e la spada Narsil.
Amandil, padre di Elendil e ultimo Sire di Andúnië, scomparve nel tentativo di raggiungere Valinor per implorare il perdono dei Valar.
Isildur e Anárion, approdati a sud della Terra di mezzo, presso le foci dell'Anduin, dove i Númenóreani avevano delle colonie, vi fondarono il regno di Gondor. Elendil, scaraventato dai venti a nord, presso le terre del suo amico e alleato Gil-galad, diede vita al regno di Arnor. Riconosciuto Alto re dei dunedain, affidò il controllo del regno del sud ai figli, associandoli al trono come Viceré. Gondor e Arnor crebbero in pace per molto tempo durante la vita di Elendil, fino a quando Sauron mosse loro guerra, con l'intento di eliminare definitivamente i Dúnedain, ma fu sconfitto dall'unione di questi con gli Elfi: l'Ultima Alleanza di Uomini ed Elfi pose fine alla Seconda Era e segnò l'apparente fine del nemico dei Númenóreani, nonostante Anárion ed Elendil fossero caduti in battaglia.
I regni in esilio vissero anni di gloria - soprattutto Gondor - mentre Sauron dormiva e l'Unico Anello era smarrito; ma Arnor si divise ed infine cadde sotto i colpi del Re Stregone di Angmar, servitore dell'Oscuro Signore, e Gondor rimase senza re, e si dovette attendere la fine della Terza Era, e la sconfitta definitiva del nemico di Mordor, perché i Númenóreani tornassero all'antica potenza; tuttavia essi ebbero per tutta la loro storia nostalgia per la Terra caduta: ma i mari coprirono Númenor per sempre.

#### I Númenóreani Neri
Anche gli altri regni fondati dai coloni númenóreani nelle Terre del Sud (e probabilmente anche nel misterioso continente sud-orientale) sopravvissero alla Caduta; qui vi risiedevano soprattutto moltissimi Dúnedain alleati degli Uomini del Re, che avevano colonizzato quelle terre sottraendole agli uomini locali (e spesso anche mescolandosi con essi), che col passare dei secoli dalla Caduta continuarono a nutrire odio e rancore verso i discendenti dei Fedeli, ovvero i Gondoriani e gli Arnoriani. 
Nonostante rimasero sostanzialmente isolati tra loro, tanto che la lingua adunaica stessa si modificò in varianti locali, rimasero per tutta la loro Storia consci delle loro origini e della missione civilizzatrice (che spesso si traduceva in semplice dominio) sugli Uomini Minori.
Tali regni furono definiti nella lingua corrente "dei Númenóreani Neri" e continuarono ad esistere per millenni nelle Terre del Sud e dell'Est.

## I re di Númenor
Vi furono in tutto venticinque sovrani di Númenor, comprese tre regine regnanti. Il primo re, come detto in precedenza, fu Elros, figlio di Eärendil ed Elwing. Egli visse così a lungo che, al momento della sua morte, suo figlio Vardamir era già molto anziano: perciò Vardamir passò immediatamente lo scettro a suo figlio Amandil; ciò nonostante, Vardamir è considerato il secondo re, e si ritiene che abbia regnato per un solo anno. Dopo Vardamir, fino al regno di Tar-Atanamir, i re lasciarono lo Scettro ai loro eredi prima di morire, ancora nel pieno delle loro facoltà fisiche e mentali. Inizialmente la legge permetteva che lo Scettro passasse solo ai discendenti maschi di Elros (primogenitura maschile). Perciò Tar-Meneldur successe a Tar-Elendil, anche se aveva due sorelle più grandi. Alla fine la legge fu cambiata, così che lo scettro passasse al figlio maggiore del re, senza badare al sesso (primogenitura semplice).
Questo cambiamento probabilmente avvenne in diverse fasi. Certamente Tar-Aldarion, che non aveva figli maschi, cambiò la legge in modo che sua figlia Ancalimë potesse succedergli, ma i dettagli dei successivi cambiamenti della legge sono molto confusi: bisogna ricordare che ben pochi documenti númenóreani sopravvissero alla Caduta, e che le storie della Terra di mezzo scritte da Tolkien sono narrate dal punto di vista di coloro che vivevano alla fine della Terza Era e all'inizio della Quarta — circa 3.500 anni dopo la Caduta — a parte l'Akallabêth, scritta da Elendil dopo essere arrivato nella Terra di mezzo.
Dopo Ar-Pharazôn, che perì nella Caduta di Númenor, la linea diretta dei Re fu spezzata. Il potere dei Númenóreani continuò nella Terra di Mezzo attraverso i Regni Dunedain di Arnor e Gondor, fondati e retti da Elendil, figlio dell'ultimo dei Signori di Andúnië e più anziano discendente vivente di Elros attraverso Silmariën, e dai suoi eredi.
Il simbolo del potere regale era uno scettro (del quale non è rimasta alcuna descrizione). Ar-Pharazôn lo portò con sé quando sbarcò a Valinor, perciò rimase sepolto insieme a lui. La spada dei re era Aranrúth, originariamente la spada di Thingol del Doriath, che presumibilmente rimase anch'essa sepolta insieme ad Ar-Pharazôn. Altri importanti cimeli dei re erano Dramborleg, la scure di Tuor, e l'anello di Barahir. Solo l'anello sopravvisse alla Caduta, poiché Tar-Elendil lo dette a sua figlia Silmariën, e così esso passò nelle mani dei signori di Andúnië. Elendil lo riportò nella Terra di Mezzo, dove divenne un cimelio dei re di Arnor.
Il simbolo del potere dei signori di Andúnië era pure uno scettro, lo Scettro di Andúnië: esso viene descritto come una "verga d'argento", che forse era fatto di mithril. Elendil lo portò nella Terra di Mezzo, dove divenne il simbolo del potere dei re di Arnor: era perciò noto come lo Scettro di Annúminas, dal nome della capitale di Arnor; quando Elrond lo diede a re Elessar alla fine della Terza Era, si riteneva che fosse il più antico oggetto fatto dagli Uomini che fosse conservato nella Terra di Mezzo.
Quella che segue è la lista dei venticinque regnanti:
| #     | Nome quenya                    | Nome adûnaic  | Regno (S.E.) |
| ----- | ------------------------------ | ------------- | ------------ |
| I     | Elros Tar-Minyatur             | Gimilzôr      | 32-442       |
| II    | Vardamir Nólimon               | Zimravrati    | 442          |
| III   | Tar-Amandil                    | Ar-Aphanuzîr  | 442-590      |
| IV    | Tar-Elendil                    | Ar-Gimilzîr   | 590-740      |
| V     | Tar-Meneldur Irimon            | Ar-Minûlzûr   | 740-883      |
| VI    | Tar-Aldarion Anardil           | -             | 883-1075     |
| VII   | Tar-Ancalimë (Prima Regina)    | -             | 1075-1280    |
| VIII  | Tar-Anárion                    | -             | 1280-1394    |
| IX    | Tar-Súrion                     | -             | 1394-1556    |
| X     | Tar-Telperiën (Seconda Regina) | -             | 1556-1731    |
| XI    | Tar-Minastir                   | -             | 1731-1869    |
| XII   | Tar-Ciryatan                   | Ar-Balkumagan | 1869-2029    |
| XIII  | Tar-Atanamir il Grande         | -             | 2029-2221    |
| XIV   | Tar-Ancalimon                  | -             | 2221-2386    |
| XV    | Tar-Telemmaitë                 | -             | 2386-2526    |
| XVI   | Tar-Vanimeldë (Terza Regina)   | -             | 2526-2637    |
| -     | Herucalmo Tar-Anducal          | -             | 2637-2657    |
| XVII  | Tar-Alcarin                    | -             | 2657-2737    |
| XVIII | Tar-Calmacil                   | Ar-Belzagar   | 2737-2825    |
| XIX   | Tar-Ardamin                    | Ar-Abattarîk  | 2825-2899    |
| XX    | Tar-Herunúmen                  | Ar-Adûnakhôr  | 2899-2962    |
| XXI   | Tar-Hostamir                   | Ar-Zimrathôn  | 2962-3033    |
| XXII  | Tar-Falassion                  | Ar-Sakalthôr  | 3033-3102    |
| XXIII | Tar-Telemnar                   | Ar-Gimilzôr   | 3102-3177    |
| XXIV  | Tar-Palantír                   | Ar-Inziladûn  | 3177-3255    |
| -     | Tar-Míriel                     | Ar-Zimraphel  | -            |
| XXV   | Tar-Calion                     | Ar-Pharazôn   | 3255-3319    |

### Re di Númenor
Vi sono in tutto ventidue sovrani di Númenor, tra cui:
- Elros Tar-Minyatur : figlio di Eärendil ed Elwing, il primo sovrano dei Dúnedain era fratello di Elrond Mezzelfo, ma che, alla scelta imposta loro dai Valar di scegliere tra la natura umana e quella elfica al termine della Prima Εra, scelse, a differenza del fratello, la natura umana. Salito al trono con il titolo di Tar-Minyatur, gli fu concessa una durata della vita superiore a quella di qualsiasi altro uomo: infatti visse per oltre cinquecento anni, dando inizio al casato reale númenoreano.
- Tar-Elendil, figlio di Tar-Amandil. Il suo titolo significava "Amico degli Elfi" in lingua Alto-Elfica. Fu noto anche con l'appellativo, nella stessa lingua, di Parmaitë, in quanto bibliofilo. Fu anche redattore di numerosi volumi sapienziali. Dalla figlia Silmärien discese la stirpe dei Signori di Andúnië, il cui capostipite fu il di lei figlio Valandil. Durante il suo regno i discendenti degli Édain rimisero piede nella Terra di Mezzo dal termine della Prima Era.
- Tar-Meneldur, figlio di Elendil, il suo nome proprio era Írimon. L'appellativo gli fu conferito per via della passione per l'astronomia, per cui costruì un osservatorio astronomico nel Fórostar. Sposò Almárian figlia di Vëantur, da cui ebbe il figlio Anardil. Abdicò in favore del figlio prima del tempo prescritto, e ciò era dovuto ai timori di Gil-Galad del Lindon, per via del risveglio di Sauron nella Terra di Mezzo.
- Tar-Aldarion Anardil: figlio di Meneldur, ebbe il titolo di Aldarion per via dell'interesse che nutriva verso gli alberi, di cui creò numerosi boschi al fine di fornire legname per i cantieri navali di Númenor. Abile navigatore e carpentiere, intraprese numerosi viaggi nella Terra di Mezzo, ove strinse amicizia con Gil-Galad, Alto Re dei Noldor, nel Lindon, e fondò il primo insediamento númenoreano stabile nel continente, Vinyalondë, poi chiamata Lond Daer. Ebbe per moglie Erendis, che non era del lignaggio di Elros, fatto inusitato per un sovrano. Per via delle sue lunghe assenze in mare il rapporto con la moglie, dopo la nascita dell'unica figlia Ancalimë, si deteriorò e, per via dell'orgoglio di entrambi, terminò con la separazione. Per far ascendere la sua unica figlia al soglio reale, modificò la legge allora vigente, come riportato più sotto.
- Tar-Atanamir il Grande
- Ar-Adhûnakhôr (Tar Herunúmen)
- Tar-Palantir (Ar-Inziladûn)
- Ar-Pharazon il Dorato

### Regine di Númenor
Nel periodo più antico, la successione in Númenor seguiva il principio della primogenitura agnatizia, che consentiva solo al primogenito maschio di ereditare il trono, e proibiva espressamente il diritto di successione alle donne o agli eredi delle donne della famiglia. Un principio simile veniva adottato dagli Alti Re elfici dei Noldor, coi quali gli Edain avevano intensi scambi commerciali.
Tar-Aldarion, sesto sovrano di Númenor, ebbe solo una figlia, Ancalimë. Per lei cambiò la legge vigente in favore della eguale primogenitura, per la quale il figlio maggiore ereditava il trono indipendentemente dal sesso.
La formulazione della «nuova legge», presentata ne Il Signore degli Anelli, contrasta con la sua descrizione dettagliata fornita da Tolkien nelle annotazioni a corredo del racconto «Aldarion ed Erendis - La moglie del marinaio». Il racconto è incentrato sulla complicata relazione matrimoniale tra Aldarion e Erendis, il cui fallimento influì in modo determinante nella decisione del sovrano di modificare la legge di successione.
La «vecchia legge» di successione non era mai stata codificata, ma era piuttosto una consuetudine dinastica che specificava che in caso di assenza di figli «l'Erede sarebbe stato il parente più stretto di sesso maschile di discendenza maschile da Elros Tar-Minyatur».
La «nuova legge» sanciva, invece, che la figlia primogenita poteva succedere al trono in caso di assenza di un erede maschio. Se la regina regnante non avesse generato dei figli, l'erede sarebbe divenuto il parente più prossimo sia di discendenza maschile che femminile; nel caso di Ancalimë, costui era Soronto, figlio della sorella di Aldarion.
Su pressione dei consiglieri del re venne decretato, in un primo tempo, che l'erede primogenita si sarebbe dovuta sposare entro una certa età o altrimenti abdicare, ma la legge venne abrogata dallo stesso Aldarion. Ancalimë, infatti, cresciuta con l'educazione misandrica della madre, aveva ben poca intenzione di conformarsi alle richieste del padre e sposarsi.
Aldarion introdusse un'ulteriore clausola: il matrimonio doveva essere contratto esclusivamente con un membro della stirpe di Elros pena l'esclusione dalla linea di successione. 
L'intenzione personale del sovrano era quella di prevenire, per i suoi discendenti, un matrimonio disastroso come quello tra lui ed Erendis, il cui fallimento egli imputava alla non appartenenza di lei alla stirpe reale e, quindi, alla grande disparità delle reciproche aspettative di vita che non aveva permesso di conciliare i desideri di entrambi; ma la disposizione mirava anche ad evitare il passaggio della corona ad un'altra famiglia nobile e rimase in vigore anche dopo il regno di Aldarion.

In altri manoscritti tolkeniani si afferma, invece, che l'ordinanza che imponeva il matrimonio fra consanguinei era solo una consuetudine, che si sarebbe tuttavia sempre più radicalizzata con la decadenza di Númenor («un sintomo della crescita dell'Ombra») mano a mano che il lignaggio di Elros si affievoliva e l'aspettativa di vita dei membri della famiglia reale si riduceva adeguandosi a quella delle altre famiglie.
La «nuova legge» rimase in vigore fino alla fine del regno di Númenor.

#### Tar-Ancalimë
Tar-Ancalimë (873 – 1285 S.E., regno 1075 – 1280 S.E.) fu il settimo sovrano e la prima regina regnante di Númenor. Il suo nome, in quenya, significa «La più radiosa».
Figlia di Tar-Aldarion e Erendis, sposò il nobile Hallacar, figlio di Hallatan di Hyarastorni. Sia Ancalimë che Hallacar erano discendenti del Re Vardamir Nólimon, e il matrimonio si celebrò probabilmente per ragioni politiche, di certo non per amore.
Prima di ascendere al trono ricoprì più volte l'incarico di reggente per conto del padre che si recava ancora nella Terra di Mezzo. Nel 1070, contro il volere del padre, ancora in vita, Tar-Ancalimë abbandonò la ricostruzione di Vinyalondë, il porto edificato da Tar-Aldarion nell'Eriador presso la foce del fiume Gwathló che era andato distrutto in seguito ad un violento uragano, ma nonostante questo il commercio nella regione continuò a prosperare. Dopo la morte di Aldarion, nel 1078, abbandonò la politica paterna di sostegno a Gil-galad di Lindon.
L'infanzia, la vita giovanile e la relazione con Hallacar è riportata dettagliatamente nei Racconti incompiuti (in particolare pp. 269–270 e pp. 286–294).
Il matrimonio seguì una parabola simile a quello fra i suoi genitori, funestato dai litigi e destinato alla separazione. La disastrosa esperienza matrimoniale della madre fu probabilmente - secondo C. Tolkien - alla base del disprezzo che Ancalimë nutriva per il marito, e dopo la nascita del loro figlio, Anárion, i due vissero sempre separati.
Ancalimë aveva cercato di sfuggire a lungo il matrimonio: quando si venne a sapere, infatti, che sarebbe stata l'erede al trono, la sua posizione e la sua straordinaria bellezza le avevano attratto molti corteggiatori, ma lei si era rifugiata vicino ai territori di Hallatan di Hyarastorni, nel Mittalmar, con l'assistenza dalla contadina Zamîn, un'anziana serva al servizio di Erendis nella dimora in Emerië.
Ancalimë trascorreva le giornate pascolando le greggi e cominciò ad essere chiamata Emerwen Aranel («principessa pastora» in quenya). Un giorno conobbe il giovane Mámadil, un pastore, che in realtà non era altro che Hallacar sotto mentite spoglie. Il giovane si innamorò di lei e le chiese di sposarlo. Ancalimë rifiutò, dicendo di non poterlo sposare perché non appartenente alla stirpe di Elros (a causa di una legge emanata da suo padre Tar-Aldarion), e si offese profondamente quando lui svelò la sua vera identità.
Il matrimonio avvenne forse dopo molte insistenze e pressioni sia da parte di Hallacar, che del padre e i suoi consiglieri. Ella accettò infine di sposarsi forse - suggerisce C. Tolkien - per dare alla luce un erede e tenere al sicuro il trono dalle mire del cugino Soronto; tuttavia, in altre annotazioni, lo scrittore inglese afferma che alla data del matrimonio l'ordinanza che avrebbe motivato questa scelta era già stata abrogata.
Le successe il figlio, Tar-Anárion. Morì nel 1284 della Seconda Era, all'età di 412 anni.

#### Tar-Telperiën
Tar-Telperiën (1320 – 1731 S.E., regno 1556 – 1731 S.E.) fu il decimo sovrano e la seconda regina regnante di Númenor. Il suo nome deriva da Telperion, uno dei due Alberi di Valinor.
Tar-Telperiën regnò per 175 anni, proprio nel periodo in cui, nella Terra di Mezzo, venivano forgiati gli Anelli del Potere e Sauron conquistava l'Eriador. Non sembra aver fatto molto per reagire a questi eventi.
Rifiutò di sposarsi e non ebbe figli, per cui cedette il trono a Tar-Minastir, il figlio di suo fratello minore Isilmo. Morì nell'anno 1731 della Seconda Era all'eta di 411 anni.
In merito all'ascesa al trono di Telperiën, Christopher Tolkien, nelle note al testo della cronologia dei Re di Númenor intitolata «Il Lignaggio di Elros Re di Númenor», mette in luce ulteriormente la contraddizione tra la versione della «nuova legge» accennata ne Il Signore degli Anelli e quella presente nei Racconti incompiuti sia nella versione estesa a corredo del racconto di Aldarion ed Erendis che nella sintesi riportata in cronologia in corrispondenza della voce su Tar-Aldarion.
Secondo la formulazione presente nel romanzo, l'erede è il primogenito, maschio o femmina che sia; per quella nei racconti, invece, la figlia primogenita ascende al trono solo in assenza di un erede maschio. A questa seconda norma di base si aggiungono poi tutte le ulteriori clausole descritte dettagliatamente nella sezione soprastante. La contraddizione interna si accorda con l'inconclusione dei Racconti incompiuti e il loro stato di work in progress interrotto dalla morte dell'autore inglese.
Telperiën era la primogenita di Tar-Súrion il quale aveva generato, tuttavia, anche un figlio maschio. Si deduce quindi che la donna successe al padre in accordo con la versione della «nuova legge» indicata nel Signore degli Anelli. Concorda con questa formulazione anche la successione dello stesso Tar-Súrion: il figlio di Anárion divenne Re perché le sue due sorelle maggiori avevano rinunciato al trono per le imposizioni della nonna Ancalimë.

#### Tar-Vanimeldë
Tar-Vanimeldë (2277 - 2637 S.E., regno 2526 - 2637 S.E.) fu il sedicesimo sovrano e la terza regina regnante di Númenor. Figlia ed erede di Tar-Telemmaitë, fu poco interessata al governo lasciandone la gestione al marito, il nobile Herucalmo. Il suo nome quenya significa «Bella amata».
Tar-Vanimeldë regnò per 111 anni. Alla sua morte, nel 2637 della Seconda Era all'età di 360 anni, gli sarebbe dovuto succedere il figlio, Tar-Alcarin, ma Herucalmo usurpò il trono e regnò per vent'anni con il nome di Tar-Anducal. Il suo regno non è considerato legittimo e perciò, nei registri ufficiali, Vanimeldë è seguita direttamente dal figlio Alcarin.

#### Ar-Zimraphel (Tar-Míriel)
Míriel (3117 - 3319 S.E., regina consorte 3255 - 3319 S.E.) era la figlia del re Tar-Palantír ed erede legittima al trono di Númenor.
Sarebbe stata la quarta regina regnante se suo cugino Ar-Pharazôn non l'avesse costretta a sposarlo per ottenere il titolo regale e usurpare il trono. Il marito la obbligò a mantenere il nome in lingua adûnaic - comprensivo di prefisso regale - Ar-Zimraphel. 

Se Míriel fosse ascesa al trono avrebbe adottato, invece, secondo l'antica consuetudine ripristinata dal padre, il prefisso quenya Tar- e conseguentemente il nome elfico Tar-Míriel.
Quando Eru Ilúvatar fece sprofondare Númenor, nell'anno 3319, Míriel cercò di mettersi in salvo arrampicandosi sul Meneltarma, dove sorgeva il santuario di Eru, ma un'ondata la travolse annegandola.

#### La successione femminile in Arnor e Gondor
Dopo la distruzione di Númenor, i sopravvissuti, guidati dai discendenti di Silmariën, fondarono i regni numenoreani in esilio di Arnor e Gondor nella Terra di Mezzo. La consuetudine dell'eguale primogenitura sembra essere stata abbandonata; nessuno dei sovrani di questi due regni è mai stato una donna. Anche la regina Berúthiel di Gondor, per quanto notevole, era moglie del re e quindi, almeno ufficialmente, non regnante.
Tra il 1944 e il 1945 della Terza Era, Arvedui, re di Arthedain - che aveva sposato Fíriel, unica figlia sopravvissuta del re Ondoher - si appellò alla legge numenoreana istituita da Tar-Aldarion per reclamare a sé il diritto al trono di Gondor. Se la sua pretesa fosse stata accettata le due corone sarebbero state di nuovo riunite dopo duemila anni. L'episodio è menzionato negli «Annali dei Re e dei Governatori».
La sua principale argomentazione era che Ondoher esercitava un'autorità reale su Gondor per conto degli Alti Re del lignaggio di Elros e che in assenza di un erede maschio (i due figli maschi di Ondoher erano morti in battaglia con il padre), la corona sarebbe dovuta tornare all'Alto Re ovvero al successore in linea maschile di Isildur cioè lui stesso.
La pretesa si fondava sulle leggi di successione dei regni in esilio, che ricalcavano entrambe la «vecchia legge» numenoreana: l'erede era il primogenito maschio o il parente più prossimo nella linea di discendenza maschile.
Per superare le obiezioni di Gondor, Arvedui si appellò anche alla legge istituita da Aldarion. La sua applicazione avrebbe assicurato il titolo di regina regnante di Gondor a Fíriel e riunificato le corone del nord e del sud nella sua discendenza.
(Il Signore degli Anelli, op. cit., Appendice A - Annali dei Re e dei Governatori, p. 1250.)
La rivendicazione venne malvista dal Consiglio di Gondor che rifiutò le pretese di Arvedui. Il sovrintendente Pelendur incoronò come sovrano Eärnil II, un generale, lontano parente del re deceduto. Eärnil II era, infatti, il diretto discendente in linea maschile di re Telumehtar Umbardacil.
Ma la linea di discendenza di Fíriel sarebbe alla fine tornata sul trono di Gondor nella figura di re Aragorn Elessar.

### Signori di Andúnië
I Signori di Andúnië (che prendevano nome dalla loro antica dimora, l'Andúnië, appunto) erano i discendenti di Silmeriën, figlia e primogenita di Tar-Elendil, quarto dei Re di Númenor, che non diventò Regina perché le leggi ancora non lo permettevano. Sposò quindi Elatan di Andúnië, e stabilì qui la sua residenza. Il loro figlio, Valandil può essere considerato il primo Signore di Andúnië.
Tra i numenoreani erano probabilmente quelli più imparentati con la Casa di Bëor, dato che avevano occhi e capelli scuri e una carnagione meno chiara; questo si deduce dal fatto che Elendil e i suoi figli, insieme al successivo erede Aragorn Elessar, rispondevano a tali caratteristiche fisiche. La maggior parte del popolo numenoreano era composto da discendenti di Hador, quindi si trattava di individui estremamente alti e biondi, mentre una parte minoritaria portava le caratteristiche degli Uomini della Prima Casa, che fu anche quella più fedele agli Elfi. Anche per la loro sincera fedeltà verso gli Eldar si presume che i Signori di Andùnië fossero eredi di Bëor.
Durante la Seconda Era, i Signori di Andúnië si misero a capo degli Elendili, o "Amici degli Elfi", chiamati così poiché rimasero in buoni rapporti con gli Elfi e fedeli ai Valar. L'importanza di questa famiglia è palese se si guarda al fatto che loro era la proprietà di due dei più preziosi cimeli di Númenor: Narsil e l'Anello di Barahir. Questo fu spesso causa di opposizione e talvolta di persecuzione da parte degli Uomini del Re.
Alla fine della Seconda Era, l'allontanamento della gente di Númenor dagli Elfi e dai Valar a causa del consiglio malevolo di Sauron corruppe la società númenóreana. Cercando il perdono dei Valar per la malvagità del popolo di Númenor, Amandil il Fedele, ultimo Signore di Andúnië, salpò per l'Ovest per cercare i Valinor, ma non se ne ebbe più notizia.
Suo figlio Elendil, erede della discendenza di Andúnië, non si unì alla grande armata di Ar-Pharazôn per attaccare Valinor, ma scappò con i figli, Isildur e Anárion, e molti dei suoi seguagi nella Terra di Mezzo, dove fondò la stirpe dei Re di Gondor e Arnor. Dopo la distruzione di Númenor nel 3319 S.E., Elendil divenne il più anziano discendente di Elros. Costui, comunque, non utilizzò il titolo di Re di Númenor, ma nominò invece se stesso Alto Re dei Dúnedain.
Elendil portò con sé nella Terra di Mezzo lo Scettro di Andúnië, lo strumento del suo potere, che divenne un emblema ereditario dell'autorità regia ad Arnor, assieme con l'Anello di Barahir e l'Elendilmir. Più tardi esso divenne noto come lo Scettro di Annúminas, e nella Terza Era si pensava fosse il più antico manufatto creato dagli Uomini nella Terra di Mezzo.

## Le lingue di Númenor
Sull'isola venivano usate tre lingue: il quenya, il sindarin e l'adûnaico.
Il quenya era la lingua degli alti Elfi dell'Ovest (cioè Valinor). Esso fu portato nella Terra di mezzo dai Noldor quando vi tornarono per inseguire Morgoth all'inizio della Prima Era. Tuttavia, per varie ragioni, una volta giunti nella Terra di Mezzo i Noldor abbandonarono in gran parte il quenya in favore del sindarin; esso fu portato a Númenor dagli Edain come lingua di antica sapienza e tradizione: non era parlato a Númenor, ma era usato per formare i nomi ufficiali di luoghi e persone importanti, che avevano normalmente anche nomi in sindarin e/o in adûnaico, spesso con lo stesso significato dei nomi in quenya.
Il sindarin era originariamente la lingua degli Elfi Grigi del Beleriand. Tuttavia divenne la lingua franca di tutti gli Elfi della Terra di Mezzo durante la Prima e la Seconda Era; finché non venne messo al bando era ampiamente parlato a Númenor.
L'adûnaico era derivato dalla lingua degli Uomini originariamente parlata dagli Edain prima che essi entrassero nel Beleriand durante la Prima Era: non era perciò una lingua elfica, ma venne comunque influenzata dal sindarin in modo significativo. Fu sempre ampiamente parlato a Númenor, e il suo uso crebbe quando i Númenóreani iniziarono ad odiare tutto ciò che era elfico; dal regno di Ar-Adûnakhôr in poi essa fu l'unica lingua che era consentito insegnare. L'ovestron, la lingua corrente della Terra di mezzo (rappresentato dall'inglese nel Signore degli Anelli) alla fine della Terza Era, discendeva in buona parte dall'adûnaico.

### I nomi dei re
I nomi dei re con il prefisso Tar- sono tutti quenya (Tar significa "re supremo"). A partire dal regno del diciottesimo re, Tar-Calmacil, divenne pratica comune usare l'adûnaico per il nome del re (anche se i cittadini di rango inferiore ottenevano ben prima nomi in adûnaico: è anzi probabile che fin dall'inizio vi furono persone comuni che non parlavano altro che l'adûnaico). Il ventesimo re, Ar-Adûnakhôr, fu il primo a salire al trono con un titolo in adûnaico, anche se per motivi di superstizione essi continuarono ad inserire un nome in quenya nelle pergamene.
I re precedenti avrebbero preso nomi in adûnaico — anche se non furono mai usati durante i loro regni, essi sarebbero comparsi in seguito nelle cronache.

## Geografia

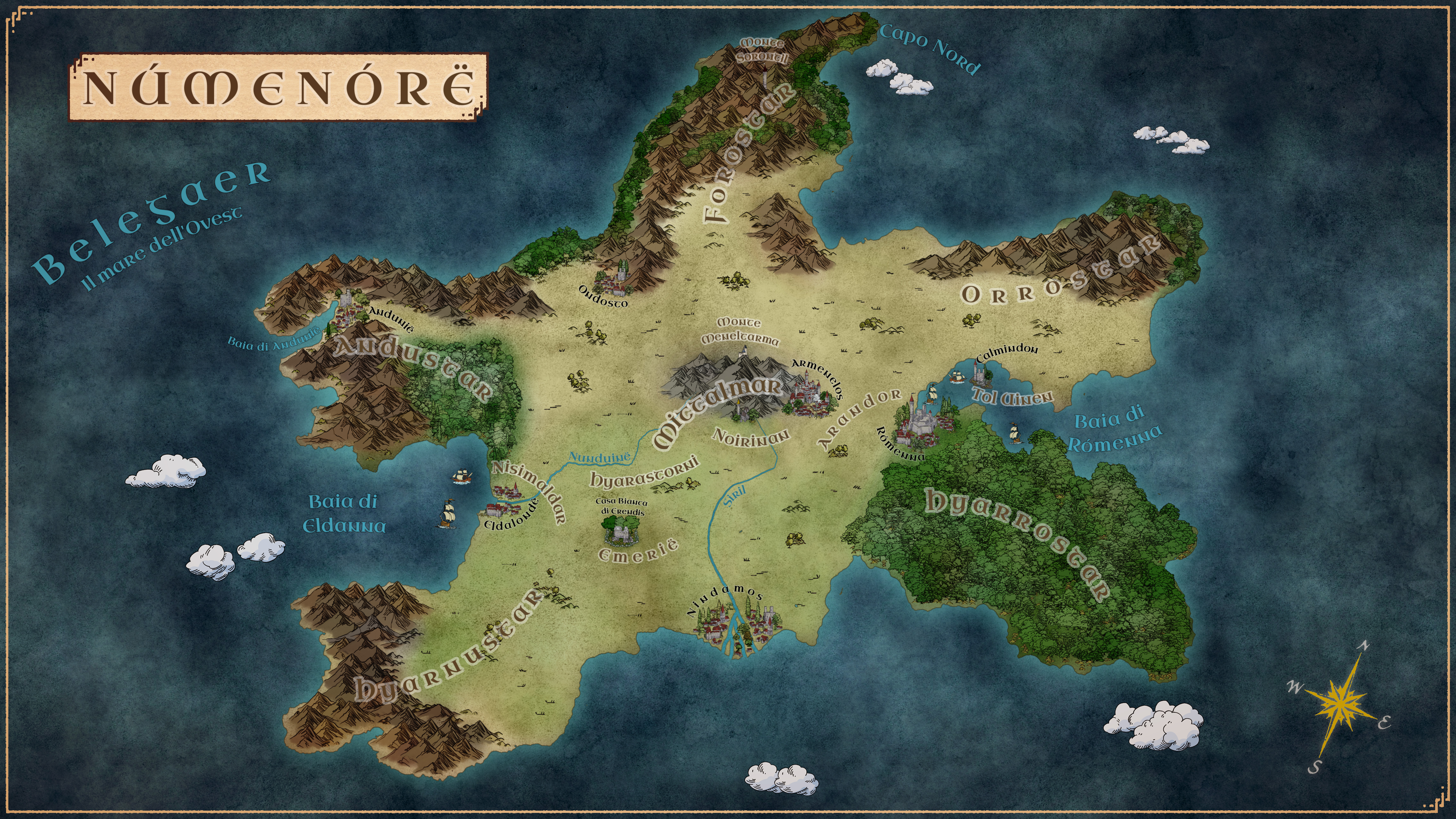
Mappa dell'isola di Númenor (in Quenya Númenórë), con l'indicazione delle regioni geografiche e delle principali città.

Númenor era una grande isola inclinata verso sud-est, dalla forma simile a quella di una stella a cinque punte e situata nel mezzo del mare Occidentale. Nell'isola vi erano diversi torrenti e due fiumi: il Siril, che nasceva sul monte Meneltarma, e il Nunduinë che si ampliava verso la fine del corso andando a formare il lago Nísinen. La regione centrale aveva un diametro di circa 400 chilometri, e ognuna delle cinque penisole (le punte della stella) si estendeva più o meno alla stessa distanza, ognuna con le proprie caratteristiche fisiche e geologiche oltre che con una vegetazione propria. Sull'isola abitavano diversi tipi di uccelli come le Aquile e i kirinki di colore scarlatto. I Númenóriani erano abili cavalieri, di conseguenza la maggior parte delle strade non erano selciate. L'isola era divisa in sei regioni: quella centrale e le cinque penisole.

### Mittalmar
Era la regione dell'entroterra di Númenor, quindi la più estesa; al suo interno vi erano altre due regioni: Emerië e Arandor. Emerië, la regione dei pastori, era caratterizzata da ampie praterie costellate da pochi alberi, il cui terreno piuttosto fertile rendeva la zona adatta ai pascoli. La vegetazione e le caratteristiche geologiche di Emerië erano come quella della maggior parte di Mittalmar eccetto per la regione di Arandor. Arandor (Terra dei Re) era la regione più popolosa e a differenza del resto di Mittalmar aveva uno sbocco sul mare, posto nella parte terminale del lungo fiordo tra le penisole di Hyarrostar e Orrostar. In questo punto si trovava la città di Rómenna che oltre ad essere la più grande e popolosa possedeva anche il porto principale dell'isola. Inoltre ad Arandor vi era la capitale dell'isola, Armenelos (Città dei Re) che sorgeva a sud-est, ai piedi del monte Meneltarma, anch'esso contenuto all'interno della terra dei re. Nella capitale nella zona del palazzo del re vi era un nido di Aquila ed era contenuto l'Albero bianco, che da allora in poi fu il simbolo degli uomini, sia a Numenor che ad Arnor e Gondor. La capitale era collegata a Rómenna dalla più antica strada di Numenor e da Armenelos partivano le strade verso la valle di Noirinan, il monte Meneltarma e la città di Ondosto nel Forostar. Posizionato circa al centro dell'isola il monte Meneltarma (Pilastro del Cielo) era il più alto di Númenor con i suoi 14000 piedi, oltre 4500 metri. Le pendici del Meneltarma, chiamate Tarmasundar, erano coperte di erba e digradavano dolcemente, formando cinque catene collinose che corrispondevano alle cinque penisole di Númenor. Tra il Tarmasundar sud-occidentale e quello sud-orientale vi era la valle di Noirinan, la Valle delle tombe, dove erano stati scavati nella roccia i sepolcri dei Re e delle Regine di Númenor e dove si trovavano le sorgenti del fiume Siril. Avvicinandosi alla sommità i pendii diventavano sempre più ripidi ed era sempre più difficile scalarli; tanto che i re costruirono in seguito una strada a spirale verso la cima, iniziando dalla punta meridionale, che si avvolgeva tutt'intorno alla montagna sino al margine della sommità. Il monte era probabilmente un vulcano spento, dato che vicino alla sommità vi era un'ampia zona pianeggiante e concava. Il monte era sacro al dio Eru Ilúvatar e nel suo probabile cratere venivano celebrate tre cerimonie ogni anno; in questo luogo solo ai re di Númenor era permesso parlare. Si diceva, inoltre, che in una giornata chiara, dalla cima del Meneltarma, fosse possibile scorgere in lontananza Tol Eressëa, l'isola a est di Valinor. Probabilmente era possibile fare ciò anche dalla spiaggia occidentale e dalle navi che si allontanavano un po' dalla costa.

### Forostar
La penisola più a nord dell'isola era anche quella meno fertile; il terreno infatti era prevalentemente sassoso, brullo, privo di vegetazione. La zona occidentale della penisola era invece relativamente più fertile, presentava piccoli boschi di abeti e larici ed era in parte coperta di erica vicino a questi alberi. La regione più a nord della penisola, detta Sorontil, era composta da monti a picco sul mare che erano casa di diverse Aquile; inoltre in questa regione il quinto Re di Númenor Tar-Meneldur detto Elentirmo fece costruire una torre astronomica. A sud vi era la città di Ondosto, posta al confine con Mittalmer e collegata da una strada alla capitale. Il pietrame a nord veniva sfruttato per la costruzione di edifici.

### Andustar

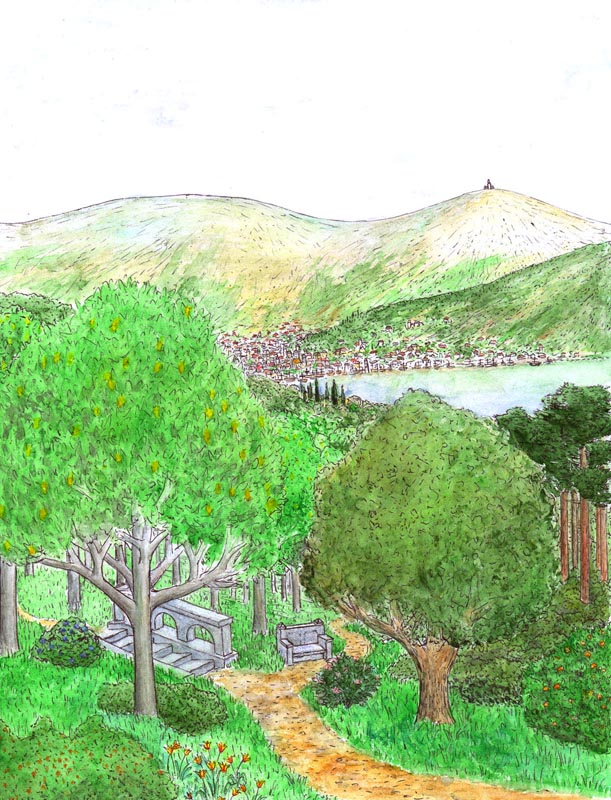
Raffigurazione immaginaria di Nisimaldar

La penisola occidentale aveva un terreno prevalentemente roccioso, presentava fitte foreste di abeti picco sul mare e diverse baie rivolte a ovest che scendevano più dolcemente formando delle vere e proprie spiagge. Nella spiaggia più settentrionale della penisola sorgeva la città portuale di Andúnië, le cui case si inerpicavano anche nell'entroterra roccioso. La parte meridionale era prevalentemente fertile e vi erano grandi boschi di faggi e betulle sulle alture, mentre nelle zone pianeggianti si trovavano querce e olmi. Nel sud dell'Andustar, al confine con il Hyarnustar, vi era la regione costiera di Nísimaldar (Alberi Fragranti), la più ricca di specie vegetali e caratterizzata da un clima caldo e piovoso. Qui si trovavano diversi alberi sempreverdi, portati agli uomini dagli Eldar, che producevano frutti sferici e scarlatti e che emanavano profumi e fragranze diversi. Questi alberi, che poi furono piantati anche in altre zone di Numenor sono: Ololairë, Lairelossë, Nessamelda, Vardarianna, Taniquelassë e Yavannamîrë. Oltre a queste specie vi era anche un mallorn, detto malinornë, che all'età di cinque secoli aveva raggiunto l'altezza dei suoi simili a Tol Eressëa. Nel Nísimaldar si trovava la baia di Eldanna, che si apriva in direzione di Tol Eressëa vi era il porto di Eldalondë dove spesso arrivavano le navi degli Eldar. In prossimità del porto sfociava il fiume Nunduinë che al confine tra l'Andustar e il Mittalmar si ampliava formando il lago di Nísinen lungo le cui sponde crescevano numerosi cespugli fioriti e profumati.

### Hyarnustar
La penisola sud-occidentale di Númenor era costituita prevalentemente da montagne a picco sul mare nella parte occidentale e meridionale, mentre quella orientale era fertile, ricca di vigneti e le coste erano formate da grandi spiagge. Al confine con Il Hyarrostar sfociava il secondo fiume di Númenor, il Siril. Il suo corso lento terminava in una foce a delta molto ramificata che permetteva la formazione di diversi canneti. La foce era zona di pescatori, il cui maggiore insediamento era quello di Nindamos.

### Hyarrostar
Nella penisola sud-orientale cresceva l'albero laurinquë, che i Númenóreani amavano per i loro fiori gialli a grappolo. Essi credevano che discendesse dal Grande Albero Laurelin, di Valinor. La penisola, grazie ai suoi boschi, era sfruttata per la costruzione di imbarcazioni.

### Orrostar
La penisola orientale aveva un clima fresco e al confine con il Mittalmar, quindi con Arandor, e vi erano moltissimi campi di grano.